# Höfner
Karl Höfner GmbH & Co. KG er en tysk (oprindeligt østrigsk-böhmisk) producent af musikinstrumenter med én afdeling, der fremstillet guitarer og basguitarer og én afdeling, der fremstiller andre strengeinstrumenter, så som violiner, violaer, celloer, kontrabasser og buer til strengeinstrumenter.
En del af Höfners popularitet er knyttet til Paul McCartneys brug af den violinformede elektriske bas Höfner 500/1.

## Virksomhedens historie
Virksomheden Höfner blev grundlagt i 1887 af instrumentmageren Karl Höfner i byen Schönbach i Böhmen i Østrig-Ungarn. Området var på daværende tidspunkt overvejende befolket af etniske tyskere (sudetertyskere). Höfner blev hurtigt den største producent af strengeinstrumenter i Böhmen og senere i Tjekkoslovakiet. Sønnerne Josef og Walter blev en del af familievirksomheden i 1920 og begyndte at udbrede mærket internationalt. Firmaet blev under 2. verdenskrig involveret i produktion af trækasser og såler for støvler til den tyske hær.  Efter afslutningen af 2. verdenskrig, blev tyskerne fordrevet fra Sudeterlandet, og Höfner var tvunget til at flytte virksomheden til Vesttyskland.
Virksomheden blev i 1948 flyttet til en tidligere arbejdslejr ved Möhrendorf, men flyttede kort efter til nye faciliteter i Bubenreuth. Den nye Höfner-fabrik åbnede i 1950 og blev udvidet tre gange mellem 1953 og 1960. Karl Höfner døde i Bubenreuth i 1955. I 1964 åbnede Höfner en ny fabrik til udskæring af træ til instrumenterne i Hagenau ca. 5 km fra Bubenreuth. Fabrikken blev udvidet to gange i løbet af 1970'erne.
Walter Höfners datter, Gerhilde, begyndte at arbejde i familievirksomheden i midten af 1950'erne og blev en aktiv del i ledelsen. Hendes ægtefælle Christian Benker blev en del af virksomheden i 1963 og parret blev den drivende kraft i virksomheden efter Josef og Walter Höfner trak sig tilbage i 1970'erne.

### Ændring i ejerskab
Höfner blev i 1994 opkøbt af den britiske musikforlags- og musikinstrumentfremstillingsvirksomhed Boosey & Hawkes. Opkøbet gav mulighed for at modernisere Höfners produktionsapparat og Höfner flyttede i 1997 fra Bubenreuth til Hagenau.
Boosey & Hawkes løb imidlertid ind i økonomiske vanskeligheder og i 2003 måtte de frasælge musikinstrumentdivisionen til The Music Group, der videreførte musikinstrumentvirksomheden.
Höfner var en del af dette konglomerat indtil december 2004, hvor The Music Group udskilte Höfner til Höfners mangeårige direktør Klaus Schöller og Schöllers ægtefælle og finansdirektør i Höfner Ulrike Schrimpff samt en række finansielle partnere. Klaus Schöller og Ulrike Schrimpff er fortsat ejere af virksomheden i dag. 

## Udvalgte modeller
- Hofner Club40, John Lennon Edition
- Höfner Shorty
- Höfner President som basguitar
- Hofner 4573-E3-V Thinline (ca. 1967)
- 1953 model 465s akustisk archtop

Höfners modeller er angivet ved hjælp af et nummersystem, men er i Storbritannien markedsført med navne. Grundet Storbritanniens indflydelse på populærmusikken er de britiske navne også brugt udenfor Storbritannien. Udvalgte modeller er:
- The Ambassador: En smal semi-akustisk guitar med to cutaways.
- The Chancellor: En forholdsvis dyr archtop guitar, der markedsføres som velegnet til jazzguitarister.
- Club 40, 50 og 60: Guitarer med hul guitarkasse, men uden huller. De eksemplarer, der fremstilles i dag har en krop, der ligner Gibson Les Paul.
- Colorama: Oprindeligt en prisbillig elektrisk guitar i krydsfiner. I dag fremstilles de i Kina med retrodesign.
- The Committee: En dyr archtop, der blev fremstillet i både akustisk og elektrisk version.
- The Congress: En archtop uden cutaway.
- J17: Höfners nuværende serie af archtop guitarer.
- The President: En mellemklasse-serie af archtop guitarer. Fremstilles i dag som New president.
- The Senator: En serie af archtops med en række varianter.
- The Shorty: En forholdsvis ny model (1982)[2] Guitaren fremstilles i Kina.
- The Verythin: En semi-akustisk guitar med en 30mm dyb krop.
- Violin guitar: Introduceret efter Höfners Violin bas og med samme design.
- The V2 og V3: Guitarer med et Stratocaster-design og massiv krop.

## Eksempler på guitarister og bassister, der har spillet Höfnerguitarer

### Beatles
De to guitarister i The Beatles, George Harrison og John Lennon brugte Höfners elektriske guitarer. Harrison spillede på en President og en Club 40 i begyndelse af The Beatles' karriere. John Lennons første elektriske guitar var en Club 40, som han havde købt i 1959. Han købte året efter en Rickenbacker "Capri" og lånte Club 40'eren til Paul McCartney. Den originale bassist i Beatles Stuart Sutcliffe spillede på en Höfner 500/5 (President) bas.

#### Paul McCartney
Den mest profilerede bruger af Höfners produkter er ex-beatlen Paul McCartney, der igennem sin lange karriere primært har spillet bas på en Höfner 500/1. 500/1’eren er en violinformet el-bas med hul krop, der blev fremstillet første gang i 1956.
McCartney benyttede to venstrehåndede 500/1’ere gennem det meste af tiden i Beatles; en 1961-model med pickup monteret ved halsen og en 1963-model med en yderligere pickup monteret tættere ved sadlen. McCartney benyttede sin 1961-model indtil indspilningen af albummet With the Beatles i slutningen af 1963, hvor han fik sin anden 500/1'er. McCartney anvendte 1963-modellen under næsten alle Beatles-koncerter. McCartney benyttede fra 1965 en Rickenbacker bas til studieindspilninger, men brugte 1961-modellen til indspilningen af reklamefilmen for "Revolution" i 1968 og i dokumentarfilmen Let It Be i 1969. Under optagelserne af filmen blev 1961-modellen dog stjålet, og McCartney benyttede derfor 1963-modellen i resten af filmen, herunder ved den berømte koncert på taget af Apple-bygningen. McCartney har siden benyttede sin 1963 Höfner violinbas gennem det meste af sin solokarriere og benytter den fortsat i dag.

### Guitarister der har spillet Höfner el-guitarer
- Hank Marvins første guitar var en Congress.[6]
- Hugh Cornwell, tidligere medlem af The Stranglers spillede på en Höfner Razerwood S7L solid-body.
- Ritchie Blackmore spillede som helt ung på en Club 50.[7][8]
- Peter Greens første professionelle guitar var en Senator.[8]
- Keith Richards' første guitar med stålstrenge var en brugt semi-akustisk Höfner archtop. [9]
- Mark Knopflers første guitar var en Höfner V2.[8]
- I en alder af 13 år optrådte Jimmy Page første gang på tv i 1957, hvor han på BBC1 spillede en Höfner President.
- The Stone Roses' guitarist John Squire benyttede en semi-akustisk Höfner malet i psykedeliske farver.
- Albert Lees første guitar var en akustisk Höfner President.[10][8]
- Chris Reas første guitar var en Höfner Verithin 3.[8]

### Bassister der har spillet Höfner basguitarer (500/1 og 500/2)
- Bassist i The Boomtown Rats, Pete Briquette, spiller en 500/1.[11] Bandets frontfigur, Bob Geldof, har endvidere spillet en Höfner New President.[12]
- Bassisterne i Big Star, Andy Hummel og Ken Stringfellow spillede 500/1
- Robbie Shakespeare, kendt for medvirken i duoen Sly & Robbie og for sit samarbejde med bl.a. Peter Tosh og Bunny Wailer og som studiemusiker for en lang række artister, spiller bl.a. en Höfner violinbas.[13][14]
- Tame Impala medlemmerne Kevin Parker og Nick Allbrook spiler begge Höfners violinbas
- Tony Jackson fra The Searchers spiller 500/1
- Tina Weymouth, bassist i Talking Heads spiler bl.a. en Höfner 500/2 bas
- Tom Petty har optrådt med Mudcrutch med en 500/2 bas og er afbildet med en 500/1 på omslaget til albummet Playback.

## External links
- Wikimedia Commons har flere filer relateret til Höfner
- Officiel hjemmeside
- Höfner på The Music Group
- Vintage Höfner: a collector's site
- Jazz Gitarren (English)